# Oron, Vaud
Oron är en kommun i distriktet Lavaux-Oron i kantonen Vaud i Schweiz. Kommunen har 6 173 invånare (2023).
Kommunen bildades den 1 januari 2012 genom sammanslagning av tio kommuner.
| Ort/kommundel      | Invånare 31 dec 2011 |
| ------------------ | -------------------- |
| Bussigny-sur-Oron  | 78                   |
| Châtillens         | 503                  |
| Chesalles-sur-Oron | 246                  |
| Ecoteaux           | 414                  |
| Les Tavernes       | 119                  |
| Les Thioleyres     | 196                  |
| Oron-la-Ville      | 2 007                |
| Oron-le-Châtel     | 377                  |
| Palézieux          | 1 426                |
| Vuibroye           | 135                  |

Den 1 januari 2022 inkorporerades kommunen Essertes in i Oron.